# Ana Maria Machado
Ana Maria Martins Machado (Rio de Janeiro, 24 de dezembro de 1941) é uma jornalista, professora, pintora e escritora brasileira.

## Biografia
Filha de Mário de Sousa Martins, jornalista e político, e de Diná Almeida de Sousa Martins, uma mulher multifacetada que, além de cuidar da casa e ser mãe de nove filhos, tinha conhecimentos em Direito e Microbiologia, influenciou a infância de Ana Maria Machado. O ambiente era marcado pela valorização da educação e das letras, onde a aprendizagem era fundamental. 
As influências literárias e culturais, especialmente da linhagem materna, estão presentes nas lembranças de Ana Maria. Sua avó, Rita Cunha de Almeida, filha do Barão Zé Morais, mesmo começando analfabeta, aprendeu a ler com a ajuda do marido, tornando-se uma fonte de sabedoria popular e narrativas envolventes. Essa bagagem cultural, aliada à presença constante de livros, despertou a paixão de Ana Maria Machado pela literatura desde cedo. 
Ana Maria Machado foi aluna do Museu de Arte Moderna do Rio de Janeiro e do MOMA de Nova Iorque. Iniciou sua carreira como pintora, participando de exposições individuais e coletivas no Brasil e no exterior.  
Em 1964, formou-se em Letras Neolatinas na Faculdade Nacional de Filosofia da Universidade do Brasil. Fez pós-graduação na Universidade Federal do Rio de Janeiro. Depois de formada, lecionou Literatura Brasileira e Teoria Literária na mesma universidade. Lecionou também na PUC-Rio, nos colégios Santo Inácio e Princesa Isabel e no Curso Alfa de preparação para o Instituto Rio Branco.  
Durante a ditadura militar, fez parte do movimento de resistência dos professores. Em 1969, depois do AI 5, acabou presa. Em janeiro de 1970 partiu para o exílio na Europa. Trabalhou como jornalista na revista Elle de Paris e no serviço brasileiro da BBC de Londres. Nesse período, lecionou Língua Portuguesa na Sorbonne, e estudou na École Pratique des Hautes Études, quando defendeu sua tese de doutorado em Linguística e Semiologia sob a orientação de Roland Barthes. 
Em 1972, retornou ao país e atuou como jornalista no Correio da Manhã, no Globo e no Jornal do Brasil. Durante sete anos, entre 1973 e 1980, chefiou o setor de Jornalismo do Sistema Jornal do Brasil de Rádio. Em 1976, publicou sua tese “Recado do Nome”, sobre a obra de Guimarães Rosa.  
Em 1977, publicou seu primeiro livro infantil “Bento que Bento é o Frade”. Nesse mesmo ano, recebeu o Prêmio João de Barro com o livro “História Meio ao Contrário”. Com o sucesso das obras, não parou mais de escrever. Em 1979, junto com Maria Eugênia Silveira, abriu a primeira livraria infantil do Brasil, a “Malasartes”, que dirigiu durante 18 anos.  
Em 1980, deixou o jornalismo e resolveu se dedicar exclusivamente a seus livros. 
Ao longo de sua trajetória, Ana Maria Machado ocupou a primeira cadeira da Academia Brasileira de Letras, sendo presidente da instituição de 2011 a 2013. Sua contribuição para a literatura nacional destaca-se pelo esforço em torná-la acessível a todos. 
A cuidadosa escolha de Ana Maria Machado por uma linguagem próxima ao cotidiano, aproximando a literatura da vida diária, reflete em sua produção literária. Essa abordagem surgiu da percepção de que a literatura muitas vezes se afasta do pulso da população. Seu envolvimento na literatura infantojuvenil, iniciado nos anos 60 na revista Recreio, é um reflexo desse compromisso. 
Além de sua escrita, Ana Maria Machado revela um contexto familiar marcado por uma tradição educacional sólida. Seu avô materno, Ceciliano Abel de Almeida, desempenhou um papel crucial na fundação da Universidade Federal do Espírito Santo, lecionando Matemática e Física em Vitória ao longo de cinco décadas. Ela compartilhou detalhes de sua trajetória pessoal e profissional em uma entrevista sob o título de “Tempo de Ouvir Histórias” ao Museu da Pessoa. 

## Honrarias
O reconhecimento mundial das obras de Ana Maria Machado aconteceu em 2000, quando recebeu o Prêmio Hans Christian Andersen, o mais importante prêmio de literatura infantil. No mesmo ano foi agraciada com a Ordem do Mérito Cultural. Foi ganhadora do Prêmio Jabuti de Literatura em 1978.

### Academia Brasileira de Letras
É a sexta ocupante da cadeira 1 da Academia Brasileira de Letras (ABL), cujo patrono é o poeta Adelino Fontoura. Foi eleita em 24 de abril de 2003, na sucessão de Evandro Lins e Silva, e recebida em 29 de agosto de 2003 pelo acadêmico Tarcísio Padilha.
Em 8 de dezembro de 2011 foi eleita para a presidência da Academia Brasileira de Letras no biênio 2012/2013.

## Livros publicados
Entre outros livros, são de sua autoria:

### Literatura infantojuvenil
- Raul da Ferrugem Azul
- Uma Vontade Louca
- Amigo É Comigo
- Isso Ninguém Me Tira
- Bento que Bento é o Frade
- Bisa Bia, Bisa Bel (que virou novela) 1981
- De olho nas penas
- Do outro mundo
- O canto da praça
- Bem do seu tamanho
- Tudo ao mesmo tempo agora
- O Que É?
- dandinha danda
- Abrindo Caminho
- Alguns Medos e Seus Segredos
- Era Uma Vez Três
- O Gato do Mato e o Cachorro do Morro
- Menina Bonita do Laço de Fita
- O mistério da ilha
- Amigos Secretos
- De carta em carta
- Quem manda na minha boca sou eu!!
- O domador de monstros
- História Meio ao Contrário (1977)
- Histórias Árabes

### Literatura adulta
- Alice e Ulisses, (romance), 1984
- Aos Quatro Ventos, (romance), 1993
- A Audácia dessa Mulher, (romance), 1999
- Canteiros de Saturno, (romance), 1991
- Como e Por Que Ler os Clássicos Universais desde Cedo, (livro teórico), 2002
- Contra Corrente, (coletânea de artigos), 1999
- Democracia, (coletânea de artigos), 1983
- Esta Força Estranha, (biografia dela), 1998
- O Mar Nunca Transborda, (romance), 1995
- Para Sempre, (romance), 2001
- Recado do Nome, (tese de doutorado), 1976
- Texturas - sobre Leituras e Escritos, (coletânea de artigos), 2001
- Tropical Sol da Liberdade, (romance), 1988
- Um Mapa Todo Seu, 2015
- Vestígios, (contos), 2021